# 郷義弘

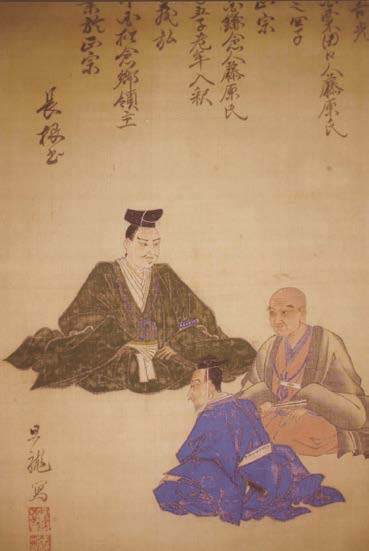
郷義弘（上）、正宗（中）、粟田口吉光（下）の肖像画

郷 義弘（ごう よしひろ、生没年不詳）は、南北朝時代の越中の刀工。江 義弘（ごう の よしひろ）とも。越中国新川郡松倉郷（現在の富山県魚津市）に住み、27歳で没したと伝わる。師は岡崎正宗または越中則重と云われ、「郷」または「江」（読みはいずれも「ごう」）と称し、新川郡の郷川（江川）ほとりの姓による。

## 概要
正宗十哲の一人とされ、相州正宗、粟田口吉光とともに名物三作（『享保名物帳』による）と呼ばれるほど珍重され、各大名はこぞって手に入れたがった。しかし、義弘と在銘の作は皆無であり、鑑定家の本阿弥光悦が極めをつけた代物、無銘であるが郷だろうと言われるものしか存在しない。また、作風が似た刀を光悦が義弘に出世させたものもあるという。そのことから、「郷とお化けは見たことがない」と言われるほどであった。ただし、これは存在を疑うものではなく、在銘品のないことを言ったまでである。
室町中期の刀剣書『往昔抄』には「江」と銘のある作刀を載せ、五郎入道（正宗）の弟子とある。越中松倉郷に住したことから「郷」と称するというが、小笠原信夫は、「郷」は各地に無数にあるものであり、本来は「江」で、大江氏の出自であることを表したものではないかと推測する。
作風は相州伝（正宗など相模鍛冶の作風）を基調として、地刃ともに明るく冴えるのが特色である。いわゆる「北国物」（越中、越前、加賀などの刀工の作品）は、地鉄が黒ずむのが特色で、義弘のみ異質であることから、その存在を否定する説や、作風に共通点のある大和国の刀工と混同されているのではないかとの説もある。
新刀期の長曽祢興里（初代虎徹）が私淑したと言われ、その作を狙った刀を打ち、井上真改、南紀重国など一流の刀工たちもこの作を写したりしており、後世に与えた影響は大きい。国宝、重要文化財に指定された刀が多く、おそらく全ての日本刀の中で最も入手困難な刀工作品の一つである。

## 作刀
国宝

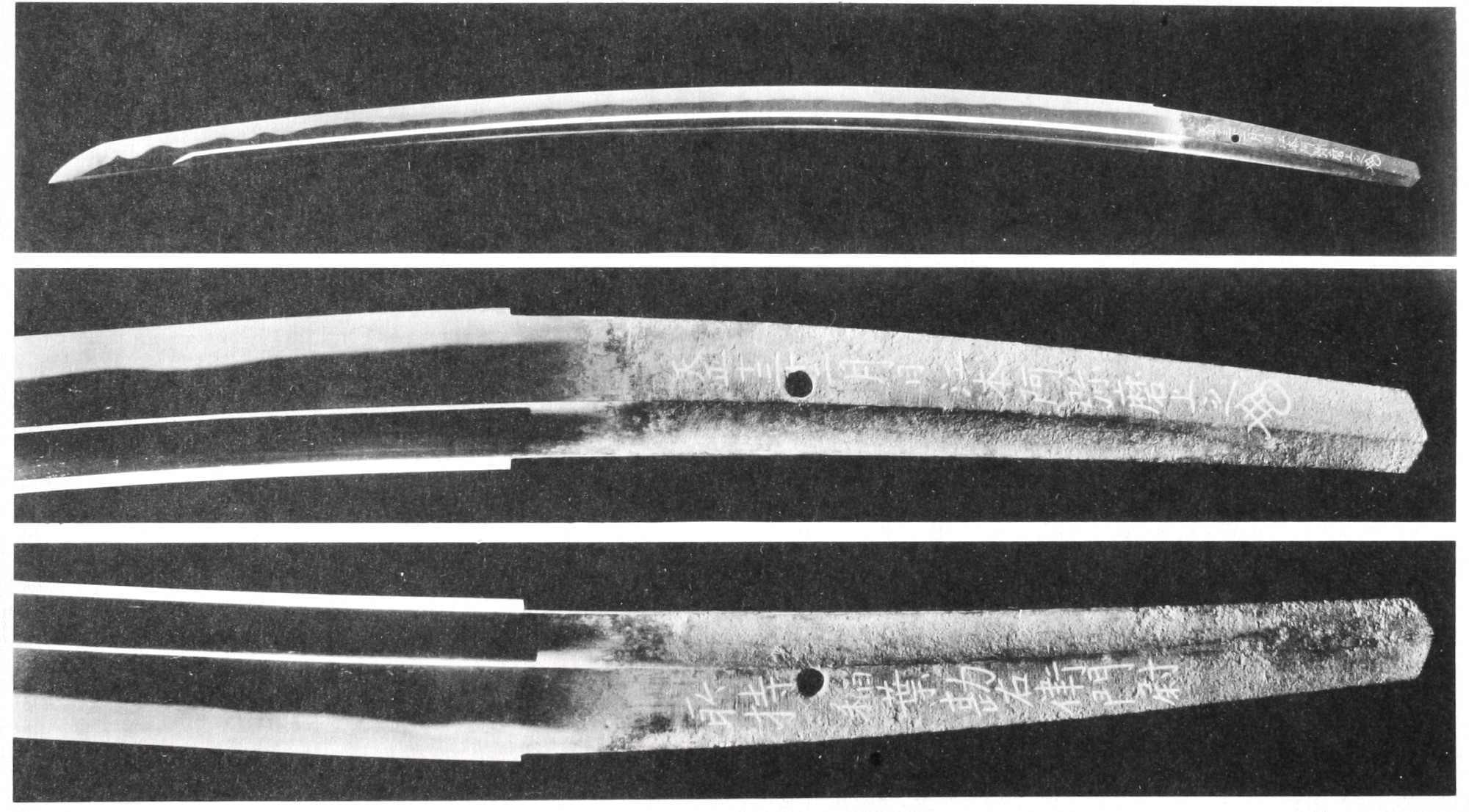
刀 金象嵌銘 天正十三十二月日江 本阿弥磨上之（花押）所持稲葉勘右衛門尉（稲葉江）

- 刀 金象嵌銘 天正十三十二月日江 本阿弥磨上之（花押）所持稲葉勘右衛門尉（稲葉江）（山口・柏原美術館[注釈 2]）
- 刀 無銘 義弘（富田江）（前田育徳会）

重要文化財
- 刀 金象嵌銘 義弘 本阿（花押）本多美濃守所持（桑名江）（京都国立博物館）
- 刀 朱銘 義弘 本阿（花押）（松井江）（佐野美術館）
- 刀 無銘 義弘（村雲江）（個人蔵）
- 刀 無銘 義弘（豊前江）（所在不明）
- 刀 無銘 義弘（五月雨江）（徳川美術館）

義弘の現存作刀で在銘のものは皆無である。上記の「金象嵌銘」「朱銘」は本阿弥家による鑑定銘であり、義弘本人が切った銘ではない。
2014・2015年の文化庁による所在確認調査の結果、所在不明とされた物件については「所在不明」とした。